# Ocupação italiana da França
França ocupada pelos italianos foi uma área do sudeste da França ocupada pela Itália fascista em duas etapas durante a Segunda Guerra Mundial. A ocupação durou de junho de 1940 até o armistício entre a Itália e forças Aliadas em 8 de setembro de 1943, quando as tropas italianas em solo francês retiraram sob pressão dos alemães.

## Ocupação
A ocupação italiana inicial do território francês ocorreu em junho de 1940; sendo então expandida em novembro de 1942.

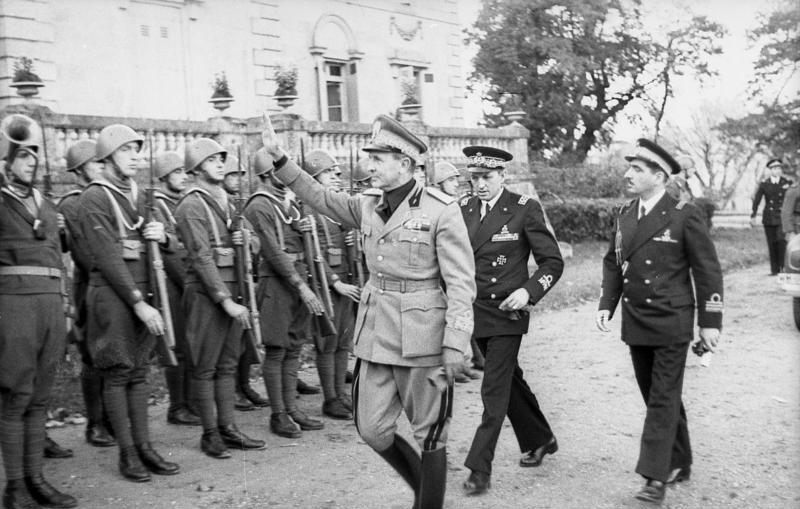
Italianos na França ocupada (1942)

A ofensiva alemã contra os Países Baixos e a França começou no dia 10 de maio e em meados de maio foi ao solo francês. No início de junho, os britânicos estavam evacuando da área do norte da França. Em 10 de junho de 1940, a Itália declarou guerra contra os franceses e britânicos. Dez dias depois, o exército italiano invadiu a França. Durante os combates, os italianos perderam 631 homens mortos e 2.631 feridos, com um adicional de 616 desaparecidas. Outros 2.151 homens foram atingidos por queimaduras durante a campanha. As perdas francesas representaram 229 baixas. Em 24 de junho de 1940, após a queda da França, Itália e França assinaram o armistício franco-italiano, dois dias depois do Segundo Armistício de Compiègne entre a França e a Alemanha, chegando a um acordo sobre uma zona de ocupação italiana.
Esta zona inicial de ocupação foi de 832 km² e continha 28.500 habitantes.  A maior cidade contida dentro da zona inicial de ocupação italiana foi Menton, oficialmente anexada ao Reino da Itália.  A principal cidade dentro da "zona desmilitarizada" de 50 km da antiga fronteira com o Muro Alpino italiano  foi Nice.
Em novembro de 1942, em conjunto com a Operação Anton, a ocupação alemã da maioria da França de Vichy, o Exército Real Italiano (Regio Esercito) ampliou sua zona de ocupação. As forças italianas tomaram o controle de Toulon e de toda Provença até o rio Ródano, com a ilha de Córsega (reivindicada pelos irredentistas italianos). Nice e Córsega seriam anexadas à Itália (como tinha acontecido em 1940 com Menton), a fim de cumprir as aspirações dos irredentistas italianos (incluindo grupos locais, como os italianos Nizzardo e os italianos da Córsega). Mas isso não seria concluído por causa da rendição italiana aos Aliados em setembro de 1943, quando os alemães assumiram as zonas de ocupação italianas.
A área do sudeste da França realmente ocupadas pelos italianos foi contestada. Um estudo da história postal da região lançou nova luz sobre a parte da França controlada pelos italianos e os alemães. (Trapnell, 2014). Ao estudar o correio que havia sido censurado pela potência ocupante, este estudo mostrou que os italianos ocuparam a parte oriental até uma "linha" juntando Toulon - Gap - Grenoble - Chambéry - Annecy - Genebra. Os locais ocupados pelos italianos ao oeste desta foram poucos ou transitórios. 